# Frederick Grace
Frederick Grace (29 de fevereiro de 1884 – 23 de julho de 1964) é um boxeador britânico, campeão olímpico.

## Carreira
Grace treinou boxe no Eton Mission Boxing Club. Ele conquistou a medalha de ouro nos Jogos Olímpicos de Verão de 1908 em Londres, após derrotar o também britânico Frederick Spiller na categoria peso leve e consagrar-se campeão.